# Nationalliga A (Handball) 1991/92
Die Spielzeit 1991/92 war die 43. reguläre Spielzeit der Schweizer Nationalliga A im Handball der Männer.

## Modus
Gespielt wurde von den 10 Teams eine Hauptrunde zu je 18 Spielen.
In der Finalrunde spielten anschliessend die erstklassierten 6 Mannschaften die Meisterrunde in einer Doppelrunde zu je 10 Spielen um den Schweizer Meistertitel, bei Punktgleichheit gab es Entscheidungsspiele (Hin-/Rückspiel). Seit der Saison 1989/90 gab es einen neuen Modus, indem für die Meisterrunde die Hälfte der Punkte aus der Hauptrunde (aufgerundet, wenn nötig) übernommen wurde. Der Modus galt fünf Saisons bis zur Einführung der Playoffs 1994/95.
Die letztklassierten 4 Teams wurden aufgeteilt und spielten in 2 Gruppen um den Verbleib in der/Aufstieg in die NLA mit den besten 8 Mannschaften der NLB. Gespielt wurde eine Doppelrunde zu je 10 Spielen.

## Hauptrunde
| Rang                   | Verein                | Spiele | Punkte |
| ---------------------- | --------------------- | ------ | ------ |
| 01.                    | Grasshoppers (M)      | 18     | 27     |
| 02.                    | Pfadi Winterthur      | 18     | 25     |
| 03.                    | BSV Borba Luzern      | 18     | 23     |
| 04.                    | RTV 1879 Basel        | 18     | 20     |
| 05.                    | HC Horgen             | 18     | 20     |
| 06.                    | BSV Bern              | 18     | 19     |
| 07.                    | Wacker Thun           | 18     | 15     |
| 08.                    | St. Otmar St. Gallen  | 18     | 13     |
| 09.                    | ZMC Amicitia          | 18     | 10     |
| 10.                    | Kadetten Schaffhausen | 18     | 08     |
| Stand 25. Februar 1992 |                       |        |        |

| Zum Hauptrundenende:    |                                 |
|                         |                                 |
|                         | Meisterrunde                    |
|                         | Auf-/Abstiegsrunde              |
| Zum Saisonende 1990/91: |                                 |
| (M)                     | Schweizer Meister: Grasshoppers |

## Finalrunde

### Meisterrunde
| Rang               | Verein           | Spiele | Punkte | halbierte Punkte aus Hauptrunde |
| ------------------ | ---------------- | ------ | ------ | ------------------------------- |
| 1.                 | Pfadi Winterthur | 10     | 28     | (13)                            |
| 2.                 | Grasshoppers     | 10     | 27     | (14)                            |
| 3.                 | RTV 1879 Basel   | 10     | 22     | (10)                            |
| 4.                 | BSV Borba Luzern | 10     | 20     | (12)                            |
| 5.                 | HC Horgen        | 10     | 17     | (10)                            |
| 6.                 | BSV Bern         | 10     | 15     | (10)                            |
| Stand 25. Mai 1992 |                  |        |        |                                 |

| Zum Meisterrundenende 1991/92: |                   |
|                                |                   |
|                                | Schweizer Meister |
|                                | Saison beendet    |

### Auf-/Abstiegsrunde
Gruppe 1
| Rang               | Verein                     | Spiele | Punkte |
| ------------------ | -------------------------- | ------ | ------ |
| 1.                 | ZMC Amicitia (NLA)         | 10     | 17     |
| 2.                 | TV Suhr (NLB)              | 10     | 15     |
| 3.                 | St. Otmar St. Gallen (NLA) | 10     | 13     |
| 4.                 | HC Dietikon-Urdorf (NLB)   | 10     | 06     |
| 5.                 | TV Möhlin (NLB)            | 10     | 06     |
| 6.                 | TV Länggasse (NLB)         | 10     | 03     |
| Stand 25. Mai 1992 |                            |        |        |

Gruppe 2
| Rang               | Verein                      | Spiele | Punkte |
| ------------------ | --------------------------- | ------ | ------ |
| 1.                 | Wacker Thun (NLA)           | 10     | 17     |
| 2.                 | Kadetten Schaffhausen (NLA) | 10     | 15     |
| 3.                 | KTV Muotathal (NLB)         | 10     | 14     |
| 4.                 | BSV Stans (NLB)             | 10     | 05     |
| 5.                 | TV Zofingen (NLB)           | 10     | 05     |
| 6.                 | SV Fides St. Gallen (NLB)   | 10     | 04     |
| Stand 25. Mai 1992 |                             |        |        |

| Zum Auf-/Abstiegsrundenende 1991/92: |                                                |
|                                      |                                                |
|                                      | Qualifiziert für die NLA in der Saison 1992/93 |
|                                      | NLB in der Saison 1992/93                      |
| Zum Saisonende 1990/91:              |                                                |
| (NLA)                                | Nationalliga A in der Saison 1990/91           |
| (NLB)                                | Nationalliga B in der Saison 1990/91           |

## Schweizer Meister
1. Meistertitel für Pfadi Winterthur
| Schweizer Meister Pfadi Winterthur | Torhüter: Ueli Ott, Meinrad Landolt Feldspieler: Roman Brunner, Martin Keller, Bruno Knecht, Roland Suter, Roman Bochsler, Stefan Bless, Erik Veje Rasmussen, Werner Huber, Gerry Wosahlik, Michael Luggen, Rolf Spiller, Michael Schnepf, Stefan Schärer, David Egli, Marc Benz Trainer: Max Schär |